# VfL Osnabrück
Maillots
Actualités
Le VfL Osnabrück (VfL 1899 Osnabrück) est un club de football allemand basé à Osnabrück.

## Historique
- 1899 : fondation du club sous le nom de FC 1899 Osnabrück
- 1924 : fusion avec le SuS Osnabrück en VfL Osnabrück
- 1925 : scission du SC Rapid Osnabrück
- 1938 : absorption du SC Rapid Osnabrück
- 1945 : fermeture du club
- 1945 : refondation du club sous le nom 1. FSV Osnabrück
- 1946 : le club est renommé VfL 1899 Osnabrück
- 2007 : le club, alors en 3e division, atteint les huitièmes de finale de la Coupe d'Allemagne. Il s'incline face au Hertha BSC Berlin (D1).

## Palmarès
- Champion de 3. Liga (D3) : 2010, 2019
- Vainqueur de la Ligue Régionale du Nord (D2) : 1969, 1970 et 1971
- Vainqueur de la Ligue Régionale du Nord (D3) : 1999 et 2000
- Finaliste de la Ligue Régionale du Nord (D3) : 2003 et 2007
- Champion de l'Oberliga Nord (D3) : 1985
- Champion "Amateurmeister" : 1995
- Vainqueur de la Coupe du Nord : 1958
- NFV-Pokalsieger : 2005

## La position de l'équipe depuis 1946
| Saison            | Division                  |
| ----------------- | ------------------------- |
| 1946/47           | Oberliga Basse-Saxe       |
| 1947/48 - 1962/63 | Oberliga Nord             |
| 1963/64 - 1973/74 | Regionalliga Nord         |
| 1974/75 - 1980/81 | 2. Bundesliga Saison Nord |
| 1981/82 - 1983/84 | 2. Bundesliga             |
| 1984/85           | Oberliga Nord             |
| 1985/86 - 1992/93 | 2. Bundesliga             |
| 1993/94           | Oberliga Nord             |
| 1994/95 - 1999/00 | Regionalliga Nord         |
| 2000/01           | 2. Bundesliga             |
| 2001/02 - 2002/03 | Regionalliga Nord         |
| 2003/04           | 2. Bundesliga             |
| 2004/05 - 2006/07 | Regionalliga Nord         |
| 2007/08 - 2008/09 | 2. Bundesliga             |
| 2009/10           | 3. Liga                   |
| 2010/11           | 2. Bundesliga             |
| 2011/12 - 2018/19 | 3. Liga                   |
| 2019/20 - 2020/21 | 2. Bundesliga             |
| 2021/22 -         | 3. Liga                   |

De 1973 à 1982, la 2. Bundesliga (D2) était divisée en 2. Il y avait un championnat au Nord et un au Sud.

## Joueurs et personnalités du club

### Staff
| Nationalité | Nom             | Fonction               |
| ----------- | --------------- | ---------------------- |
|             | Timo Schultz    | Entraineur             |
|             | Martin Heck     | Entraineur Adj.        |
|             | Tim Danneberg   | Entraineur Adj.        |
|             | Marcel Höttecke | Entraineur de gardiens |
|             | Mathis Beckmann | Entraîneur Athlétique  |

Mis à jour le 21 août 2023 .

## Autres sections
Le club ne possède pas seulement une section de football, il possède également une section de tennis de table qui a été sacrée championne d'Allemagne (RFA) en 1966 et 1968 pour la section masculine et en 1973 pour les féminines.